# Nicole Maines
Nicole Amber Maines ((Gloversville, New York) 7 oktober 1997) is een Amerikaanse actrice en activiste voor transgenderrechten.
Zij was de anonieme eiseres, Susan Doe, in de zaak: Doe v. Regional School Unit 26 van het Hooggerechtshof van Maine betreffende genderidentiteit en toiletgebruik op scholen. Maines, die transgender is, werd na een klacht het recht om het vrouwentoilet te gebruiken maar de rechtbank oordeelde dat het ontzeggen van toegang tot het toilet dat overeenkomt met de genderidentiteit van een transgender-leerling onwettig is.
Later is Maines als actrice aan de slag gegaan waarbij ze het meest bekend is als Nia Nal/Dreamer in de serie Supergirl.

## Biografie
Maines en haar eeneiige tweelingbroer Jonas werden bij de geboorte geadopteerd door Kelly en Wayne Maines; een van hun biologische ouders was de achterneef van Kelly. Hoewel ze hun jonge jaren doorbrachten in Gloversville groeiden ze op in Portland. Bij geboorte had Maines het mannelijke geslacht toegewezen gekregen maar zei al op driejarige leeftijd dat ze wist dat ze geen jongen was.
Maines zegt dat ze de naam Nicole koos naar het personage Nicole Bristow in de Nickelodeon-show Zoey 101.
Maines studeerde aan de Universiteit van Maine maar volgens haar vader koos ze er voor om in de herfst van 2018 niet terug te keren om te gaan acteren.

### Doe v. Regional School Unit 26
Maines was Susan Doe in de baanbrekende zaak: Doe v. Regional School Unit 26, die ook bekend staat als Doe v. Clenchy. Toen Maines op de lagere school zat, klaagde de grootvader van een klasgenootje over het feit dat Maines gebruik maakte van het meisjestoilet. Na dat incident werd haar het gebruik van het meisjestoilet ontzegd en werd ze gedwongen gebruik te maken van het personeelstoilet. Maines en haar familie klaagden het schooldistrict aan, met als argument dat de school haar discrimineerde. In juni 2014 oordeelde het Hooggerechtshof van Maine dat het schooldistrict de mensenrechtenwet van de staat schond en het district verbood om transseksuele leerlingen de toegang te ontzeggen tot toiletten die overeenkomen met hun genderidentiteit. Maines en haar familie kregen een schadevergoeding van 75.000 dollar na de rechtszaak.

## Carrière
In 2015 waren Maines en haar familie het onderwerp van het boek: Becoming Nicole: The Transformation of an American Family, geschreven door Washington Post-schrijfster Amy Ellis Nutt.
In juni 2015 had Maines een gastrol in de televisieserie Royal Pains als een transgender tiener wiens hormonen mogelijk haar gezondheid in gevaar brengen. en in 2016 was Maines een van de 11 personen die te zien waren in een HBO documentaire getiteld: The Trans List. In deze documentaire vertellen Maines en verschillende andere mensen hun persoonlijke verhalen over transgender zijn.

## Filmografie
| Jaar       | Titel               | Rol               | Opmerkingen              |
| ---------- | ------------------- | ----------------- | ------------------------ |
| 2015       | Royal Pains         | Anna              | 1 aflevering             |
| 2016       | The Trans List      | zichzelf          | documentaire             |
| 2017       | Not Your Skin       | zichzelf          | documentaire             |
| 2018–heden | Supergirl           | Nia Nal / Dreamer | hoofdrol vanaf seizoen 4 |
| 2019       | Bit                 | Laurel            |                          |
| 2020       | Legends of Tomorrow | Nia Nal           | 1 aflevering, cross-over |
| 2023       | Yellowjackets       | Lisa              | 2e seizoen               |